# Armenia na Zimowych Igrzyskach Olimpijskich Młodzieży 2012
Armenię na Zimowych Igrzyskach Olimpijskich Młodzieży 2012, które odbywały się w Innsbrucku reprezentowało 3 zawodników.

## Skład reprezentacji Armenii

### Biathlon
Dziewczęta
| Zawodniczka     | Konkurencja | Finał         | Finał         | Finał         |
| Zawodniczka     | Konkurencja | Czas          | Ilość pudeł   | Miejsce       |
| --------------- | ----------- | ------------- | ------------- | ------------- |
| Żenia Grigoryan | Sprint      | Nie ukończyła | Nie ukończyła | Nie ukończyła |

### Biegi narciarskie
Chłopcy
| Zawodnik         | Konkurencja   | Kwalifikacje | Kwalifikacje | Ćwierćfinał   | Ćwierćfinał   | Półfinał      | Półfinał      | Finał         | Finał         |
| Zawodnik         | Konkurencja   | Wynik        | Miejsce      | Wynik         | Miejsce       | Wynik         | Miejsce       | Wynik         | Miejsce       |
| ---------------- | ------------- | ------------ | ------------ | ------------- | ------------- | ------------- | ------------- | ------------- | ------------- |
| Hrachik Sahakyan | Sprint        | 2:02.56      | 45.          | Nie awansował | Nie awansował | Nie awansował | Nie awansował | Nie awansował | Nie awansował |
| Hrachik Sahakyan | Bieg na 10 km |              |              |               |               |               |               | 38:25.7       | 45.           |

Dziewczęta
| Zawodnik      | Konkurencja  | Kwalifikacje | Kwalifikacje | Ćwierćfinał    | Ćwierćfinał    | Półfinał       | Półfinał       | Finał          | Finał          |
| Zawodnik      | Konkurencja  | Wynik        | Miejsce      | Wynik          | Miejsce        | Wynik          | Miejsce        | Wynik          | Miejsce        |
| ------------- | ------------ | ------------ | ------------ | -------------- | -------------- | -------------- | -------------- | -------------- | -------------- |
| Lilit Tonoyan | Sprint       | 2:28.11      | 39.          | Nie awansowała | Nie awansowała | Nie awansowała | Nie awansowała | Nie awansowała | Nie awansowała |
| Lilit Tonoyan | Bieg na 5 km |              |              |                |                |                |                | 20:59.6        | 39.            |